# Isabelle Daunais
 (octobre 2020).
Isabelle Daunais est une professeure de littérature de nationalité canadienne, titulaire au Département des littératures de langue française depuis 2004, de traduction et de création, à l’Université McGill.

## Travaux de recherche
La thèse de doctorat en philosophie d’Isabelle Daunais a été consacrée à Gustave Flaubert. Déposée en 1992, elle s'intitule Flaubert et l'art de la mise en scène.
Ses travaux portent sur la littérature française du XIXe siècle et sur le roman moderne,.
Isabelle Daunais définit le roman, non pas comme un genre littéraire, mais comme une forme d’art. « Historiquement, le roman a toujours occupé une place à part », explique cette lauréate du prix Acfas André-Laurendeau en sciences humaines. « Il s’est développé en marge des codes et des genres littéraires de façon libre et autonome. En fait, il n’a jamais été vraiment codifié. Un roman est ce que l’on veut qu’un roman soit »

### Le Roman sans aventure, essai
Dans le Le Roman sans aventure, publié 2015, Isabelle Daunais interroge le rayonnement du roman québécois. Elle soutient, entre autres, dans son introduction qu’aucune œuvre romanesque du Canada français et du Québec ayant dépassé les frontières « n’a marqué durablement l’histoire générale du roman, aucune n’est devenue, pour les lecteurs du grand contexte romanesque, une œuvre éclairante pour la compréhension de l’aventure humaine ». Cela s’expliquerait par le fait que cette population aurait vécu peu d’aventures, qu’elle serait restée en périphérie des grands bouleversements de l’Histoire.
Selon le critique littéraire, Louis Cornellier, « cet essai, profond, subtil et sans jargon, n’a rien d’un pamphlet contre le roman québécois. Isabelle Daunais aime les œuvres dont elle parle avec une grande intelligence et elle leur attribue une forte valeur révélatrice ». Les romans analysés par l’auteure, poursuit-il, révèlent que « le récit d’un paradis jamais perdu », d’un « monde qui ne change pas », serait une expérience propre au Québec ce qui expliquerait son peu d’écho.
Cet essai témoigne de son intérêt pour ce qu’apporte le roman à la compréhension de la société, des relations humaines et des affects. C’est pour elle, un moyen de connaissance sur le monde.

## Publications

### Monographies
- 2024. Isabelle Daunais, La Beauté du roman, Les Éditions du Boréal, 168p.
- 2021. Isabelle Daunais, La vie au long cours : essai sur le temps du roman, Les Éditions du Boréal, 189p.
- 2015. Isabelle Daunais, Le Roman sans aventure, Les Éditions du Boréal, 221p.
- 2008. Isabelle Daunais, Les Grandes Disparitions. Essai sur la mémoire du roman, Saint-Denis, Presses universitaires de Vincennes, coll. « L’Imaginaire du texte », 136 p.
- 2008. Isabelle Daunais, Des ponts dans la brume, Montréal (Québec), Les Éditions du Boréal, coll. « Papiers collés », 182 p.
- 2002. Isabelle Daunais, Frontière du roman : le personnage réaliste et ses fictions, Les Presses de l’Université de Montréal, 246 p.
- 1996. Isabelle Daunais, L'art de la mesure ou l'invention de l'espace dans les récits d'Orient (XIXe siècle), Montréal, Presses de l'Université de Montréal; Saint-Denis, France, Presses Universitaires de Vincennes, coll. « L'Imaginaire du Texte ».
- 1993. Isabelle Daunais, Flaubert et la scénographie romanesque, Librairie Nizet, Paris, 222 p.

### Articles et chapitres de livres
- « Le roman des marges », Études françaises, vol. 30, no 1,‎ été 1994, p. 135-147 (lire en ligne)
- « La réversibilité des arts : littérature et peinture au confluent de la critique (Zola, Huysmans) », Études françaises, vol. 33, no 1,‎ printemps 1997, p. 95-108 (lire en ligne)
- « Le personnage et ses qualités », Études françaises, vol. 41, no 1,‎ 2005, p. 9-25 (lire en ligne)
- « Éthique et littérature : à la recherche d’un monde protégé », Études françaises, vol. 46, no 1,‎ 2010, p. 63-75 (lire en ligne)
- « ‘‘Une fissure dans le présent’’ : la ruine comme échappée chez Sylvain Tesson et Jean-Paul Kauffmann », Études françaises, vol. 56, no 1,‎ 2020, p. 65-76 (lire en ligne)
- « Pourquoi nous souvenons-nous de Flaubert ? », Flaubert. Revue critique et générique, no 22 (2019).
- « Le roman face à la crise de la mémoire », revue Tangence, no 120 (2019), p. 141-153.
- « Les carnets de Julien Gracq: "la promenade entre toutes préférée" », Le carnet pour lui-même, revue Études littéraires, vol. 48, no 1-2 (2019), p. 75-85.

### Comptes-rendus
- Michel Biron. « Avons-nous peur du pouvoir? Le roman québécois à l’échelle du grand contexte », dans L'Inconvénient, Numéro 60, printemps 2015, URI :
- Jacques Pelletier. « Un roman sans aventure, vraiment? », un compte rendu de Le Roman sans aventure, dans la revue Les Cahiers de lecture de L'Action nationale, Volume 9, numéro 3, été 2015.
- Jan Patočka. « L’héritage épique du roman », un compte-rendu de Frontière du roman, de la revue Contre-jour, Numéro 2, Automne 2003, p. 161–166
- Jonathan Livernois. Compte-rendu de Des ponts dans la brume, dans Mens : revue d'histoire intellectuelle de l’Amérique françaice, Volume 10, numéro 2, printemps 2010

## Prix et distinctions
- 2017 : Prix Acfas André-Laurendeau, dédié aux sciences humaines
- 2016 : Prix Killam (sciences humaines), Conseil des Arts du Canada.
- 2016 : Prix Victor-Barbeau de l'Académie des lettres du Québec pour Le Roman sans aventure (Boréal, 2015).
- 2014 : Arts Distinction in Research Award, Faculté des arts, McGill.
- 2013 : Membre de la Société royale du Canada.
- 2011 : Chaire de recherche du Canada sur l’esthétique et l’art du roman.
- 2011 : Prix du rayonnement de la langue et de la littérature françaises, Académie française, Paris.
- 2003 : Finaliste, Prix Raymond-Klibansky pour Frontière du roman.